# Jack Ü
Jack Ü foi um duo de DJs formado em 2013 pelos americanos Skrillex (Los Angeles, California) e Diplo (Miami, Florida).  O duo lançou seu primeiro single Take Ü There, que teve participações vocais de Kiesza no dia 17 de setembro de 2014 e lançou seu primeiro e último álbum Skrillex and Diplo Present Jack Ü em 27 de fevereiro de 2015.
Também em 2015, Jack Ü fez um show no Ultra Music Festival, com "toda a equipe Jack Ü", incluindo participações ao vivo de CL, Kai, Diddy, Kiesza e Justin Bieber.

## História
O show de estreia do Jack Ü foi no Mad Decent Block Party em San Diego, em 15 de setembro de 2013, que é a mundialmente conhecida turnê na qual a gravadora Mad Decent promove seus artistas. Após muita especulação sobre quem seria Jack Ü, Diplo finalmente apareceu para revelar que "Jack Ü... é igual a Skrillex e Diplo juntos".
Em 30 de março de 2014, Jack Ü fez uma participação de uma hora no Ultra Music Festival. O set misturou diversos gêneros, desde músicas do então recém lançado álbum do Skrillex, Recess, até hip hop. A dupla voltou ao UMF em 2015. No dia 31 de dezembro de 2014, houve um show do Jack Ü no Madison Square Garden. Além da performance do duo, outros artistas notáveis se apresentaram, como A$AP Ferg.
Quando questionados sobre como os dois acabaram se juntando pra formar o Jack Ü, Diplo disse que Skrillex "foi um dos primeiros produtores que eu conheci quando me mudei para Los Angeles... nós dois simplesmente tínhamos ideias muito parecidas em relação à música". Os dois se reuniam em Los Angeles ou nos hotéis durante as turnês para fazerem suas músicas. 
Em 27 de fevereiro de 2015, o grupo lançou o seu álbum de estreia. Eles comemoram o evento através de uma transmissão com uma série de mixes no Twitch que duraria 24 horas, mas teve fim após 18 horas de música.. 
Em 15 de fevereiro de 2016, Jack Ü como revelado, ganharam a premiação americana Grammy Awards com dois prêmios, um na categoria de “Melhor Álbum de Música Eletrônica”, com o disco “Skrillex and Diplo Present Jack Ü”, e outro na categoria de “Melhor Gravação de Dance Music”, com a faixa ‘Where Are U Now’, com Justin Bieber.

## Pausa
Em janeiro de 2017 Diplo anunciou uma pausa no projeto em entrevista para a Apple Music. Sua justificativa foi que era difícil trabalhar com a Atlantic, gravadora ao qual Skrillex faz parte, e que estava sobrecarregado e que queria se dedicar mais ao Major Lazer, grupo de música eletrônica do qual também faz parte.

## Discografia

### Álbuns de estúdio
| Título                                                                                        | Detalhe do álbum | Posições em paradas músicais | Posições em paradas músicais | Posições em paradas músicais | Posições em paradas músicais | Posições em paradas músicais | Posições em paradas músicais | Certificações |
| Título                                                                                        | Detalhe do álbum | EUA                          | AUS                          | BEL                          | HOL                          | SUE                          | UK                           | Certificações |
| --------------------------------------------------------------------------------------------- | --- | ---------------------------- | ---------------------------- | ---------------------------- | ---------------------------- | ---------------------------- | ---------------------------- | ------------- |
| Skrillex and Diplo Present Jack Ü                                                             | - Lançamento: 27 de fevereiro de 2015 - Gravadora: OWSLA, Mad Decent, Atlantic - Formatos: CD, LP, digital download | 26                           | 12                           | 78                           | 83                           | 21                           | 131                          | - RIAA: ouro  |
| "—" indica que a gravação não foi incluída nas paradas ou não foi distribuída naquela região. | |                              |                              |                              |                              |                              |                              |               |

## Singles

### Como artista principal
| Título                                                                                        | Ano  | Posições em paradas músicais | Posições em paradas músicais | Posições em paradas músicais | Posições em paradas músicais | Posições em paradas músicais | Posições em paradas músicais | Posições em paradas músicais | Posições em paradas músicais | Posições em paradas músicais | Posições em paradas músicais | Certificações | Álbum                             |
| Título                                                                                        | Ano  | EUA                          | AUS                          | AUT                          | BEL                          | FRA                          | ALE                          | HOL                          | SUE                          | SUI                          | UK                           | Certificações | Álbum                             |
| --------------------------------------------------------------------------------------------- | ---- | ---------------------------- | ---------------------------- | ---------------------------- | ---------------------------- | ---------------------------- | ---------------------------- | ---------------------------- | ---------------------------- | ---------------------------- | ---------------------------- | --- | --------------------------------- |
| "Take Ü There" (featuring Kiesza)                                                             | 2014 | —                            | —                            | —                            | 84                           | —                            | —                            | —                            | —                            | —                            | 63                           | - RIAA: ouro | Skrillex and Diplo Present Jack Ü |
| "Where Are Ü Now" (com Justin Bieber)                                                         | 2015 | 8                            | 3                            | 29                           | 15                           | 24                           | 33                           | 9                            | 6                            | 28                           | 3                            | - RIAA: 4× platina - ARIA: 4× platina - BEA: platina - BPI: 2× platina - BVMI: ouro - GLF: platina - IFPI SUI: ouro - SNEP: platina | Skrillex and Diplo Present Jack Ü |
| "To Ü" (featuring AlunaGeorge)                                                                | 2015 | —                            | —                            | —                            | —                            | —                            | —                            | —                            | —                            | —                            | —                            | | Skrillex and Diplo Present Jack Ü |
| "Mind" (featuring Kai)                                                                        | 2016 | —                            | —                            | —                            | —                            | —                            | —                            | —                            | —                            | —                            | —                            | | Skrillex and Diplo Present Jack Ü |
| "—" indica que a gravação não foi incluída nas paradas ou não foi distribuída naquela região. |      |                              |                              |                              |                              |                              |                              |                              |                              |                              |                              | |                                   |